# 쿠바 요리

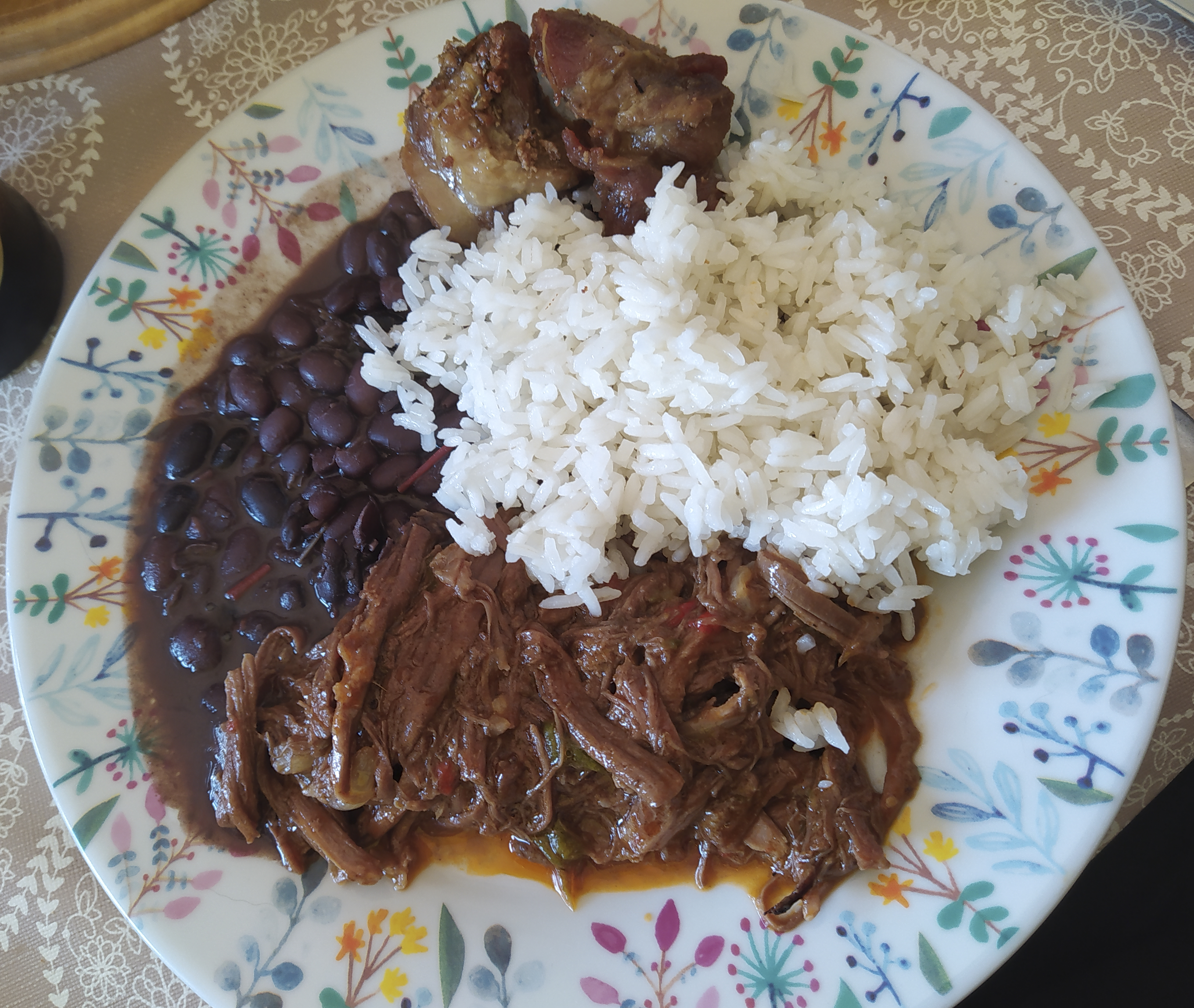
로파 비에하, 아로스 이 프리홀레스

쿠바 요리(Cuba 料理, 스페인어: cocina cubana 코시나 쿠바나[*])는 카리브 지역에 있는 쿠바의 요리이다. 스페인, 카리브해, 아프리카 식단을 고루 갖춘 요리이다. 쿠바 요리는 특이하게도 스페인과 아프리카식 요리법을 자국에 도입한 한편 타국과는 다른 독특한 향이 많이 나타나서 자국의 향취를 풍긴다. 적기는 하지만 중국 요리의 영향이 수도 아바나를 중심으로 나타난다.
역사적 이유로 오래전부터 쿠바 본섬을 비롯해 지역적으로 인구 분포는 상당히 불균형적이다. 아프리카 출신 노예들은 사탕수수 농장에서 상당 부분 기용됐지만 지금도 도시 내부에서는 소수 인구를 차지한다. 담배 플랜테이션과 땅콩 제배 인구도 많이 있다.
쿠바요리는 멕시코 요리와 상당한 연관이 있으며 미국과 유럽 관광객이 많아서 특히 더 다양하다. 라틴 아메리카 요리와 미국 요리가 지니던 특색과는 또다른 묘미가 있다고들 한다.

## 서부 지방
서부 쿠바의 요리법은 스페인 요리에 기반을 둔 것으로서 별칭으로 크리오요(Criollo)로 칭해진다. 아바나에 해당되며 대륙의 영향과 특별히 유럽 요리의 특색이 최근 들어 거세지고 있다.
중국계 인구가 늘어나면서 아로스 살테아도(볶음밥 일종)등으로 소비되고 있다. 콩이나 밀가루를 이용한 요리가 많으며 올리브기름도 많이 소비한다.
크로켓 요리도 상당수 존재하며 햄, 닭고기, 생선, 치즈가 상당수 포함된다.
해안지방이므로 오믈렛을 요리할 때도 달걀 외에 바나나를 비롯해 청어 등 생선 요리가 많이 나타난다. 과거에는 바닷가재 요리가 쿠바의 풍미를 장식했지만 최근에는 경제 침체의 영향으로 보통 사람들이 소비하기는 어렵게 됐다. 쿠바 자체의 바닷가재 시장과 그 시설이 상당히 뛰어나기는 하지만 최근의 사정이 소비 시장에 미치는 영향은 상당하다.
새우를 칠리소스로 요리한 비스카이나라는 요리는 토마토 소스를 요리한 것으로 실질적으로는 대구를 이용한 바스크 지방의 요리로 그 뿌리를 찾는다.
파에야나 닭고기로 요리한 아로스 콘 포요, 엠파나다 등도 쿠바 내에서 많이 소비된다. 갈리시아 지방과 아스투리아스 지방의 요리가 많다고 하는데 20세기 초반 이 지방의 이민자가 상당히 많이 유입됐기 때문이다.

## 동부 지방
동쪽 지방은 과거 토착주민의 뿌리가 내렸던 곳이므로 아프리카와 카리브해 토착 식단에 근거한 요리가 특히 강하다. 따라서 쿠바 원래의 맛을 느낀다면 동부 지방으로 가야할 것이다.
콘그리 오리엔탈이라는 요리는 팥과 쌀로 요리하는 요리다. 대개 스페인 영향을 받았던 섬국가에서는 팥이 콩보다 더 많이 쓰이는데 쿠바에서는 두 재료 모두 빈번하게 쓰인다. 쿠바 요리가 콩과 상응한다는 말로 설명할 수 있을 것이다. 콩의 사용은 아프리카 출신의 민족 영향 때문이다.
쿠바를 빼고 남아메리카에서 검은콩을 많이 소비하는 나라는 브라질뿐이다. 때문에 브라질 요리와 상당히 비슷한 점이 많은 편이다. 도미니카 공화국과 푸에르토리코에서 기타 음식이 많이 존재하는데 돼지고기로 바나나 잎을 채워서 바나나와 같이 요리하는 모폰고는 닭고기나 생선을 재료로 쓰기도 한다.

## 같이 보기
- 라틴 아메리카 요리
- 카리브 요리